# 広順
広順（こうじゅん）は、五代の最後の王朝である後周において郭威の治世で用いられた元号。951年 - 953年。

## 西暦・干支との対照表
| 広順 | 元年  | 2年   | 3年   |
| 西暦 | 951年 | 952年 | 953年 |
| 干支 | 辛亥  | 壬子  | 癸丑  |